# Nutopian International Anthem
Nutopian International Anthem är en tre sekunder tyst sång av John Lennon, utgiven 1973 på albumet Mind Games. Det var andra gången Lennon gav ut en låt av tystnad. Den första finns på Unfinished Music No.2: Life with the Lions. Vid en presskonferens den 1 april 1973 meddelade Lennon och Yoko Ono födelsen av Nutopia.

## Citat
Följande citat finns skrivet på innerkonvolutet:
"We announce the birth of a conceptual country, NUTOPIA. Citizenship of the country can be obtained by declaration of your awareness of NUTOPIA. NUTOPIA has no land, no boundaries, no passports, only people. NUTOPIA has no laws other than cosmic. All people of NUTOPIA are ambassadors of the country. As two ambassadors of NUTOPIA, we ask for diplomatic immunity and recognition in the United Nations of our country and its people.
Yoko Ono Lennon
John Ono Lennon
Nutopian Embassy
One White Street
New York, New York 10013
April 1st 1973"